# Free Yourself (Jessie Ware)
Free Yourself è un singolo della cantante britannica Jessie Ware, pubblicato il 19 luglio 2022 come primo estratto dal quinto album in studio That! Feels Good!.

## Tracce
- Download digitale

1. Free Yourself – 3:58

- Download digitale - Paul Woolford Remix

1. Free Yourself (Paul Woolford Remix) – 3:01
2. Free Yourself – 3:59

- Download digitale - Eats Everything Remix

1. Free Yourself (Eats Everything Remix) – 4:03
2. Free Yourself (Paul Woolford Remix) – 3:01
3. Free Yourself – 3:58

- Download digitale - The Alias Remix

1. Free Yourself (The Alias Remix) - 3:12
2. Free Yourself – 3:58
3. Free Yourself (Eats Everything Remix) – 4:03
4. Free Yourself (Paul Woolford Remix) – 3:01

- Download digitale - Melanie C Remix

1. Free Yourself (Melanie C Remix) - 5:11

- Singolo 7"

1. Free Yourself - 3:58
2. Free Yourself (Eats Everything Remix) – 4:03

## Classifiche
| Classifica (2022)              | Posizione raggiunta |
| ------------------------------ | ------------------- |
| Regno Unito (Download singoli) | 45                  |